# 샤를 에두아르 기욤
샤를 에두아르 기욤(독일어: Charles Édouard Guillaume, 1861년 ~ 1938년)은 스위스의 실험물리학자이다.
취리히 연방 공과대학을 졸업하였다. 1897년에는 열팽창 계수가 실내 온도에 가까워지면 거의 0인 인바(invar) 합금(36% 니켈 철합금)을 발견했다. 인바 합금은 값싼 미터 표준기 외에 각종의 물리 정밀 측정 기기나 시계의 추 등에 널리 쓰여, 길이 측정의 정밀도를 두드러지게 향상시켰다. 그 중에서도 인바선(線)에 의한 기선 측정에 의해 종래의 측정법이 새롭게 바뀌었다. 또한 시간 측정의 정밀도를 높이기 위해서 합금의 탄성률을 연구하여, 1919년에 탄성률의 온도 계수가 실내 온도 가까이에서 거의 0인 엘린바(elinvar) 합금(36% 니켈, 12% 크롬, 철합금)을 발견했다. 이 합금은 시계의 태엽 등에 이용되어, 시간 측정의 정밀도는 비약적으로 향상되었다. 이러한 업적으로 1920년 노벨 물리학상을 받았고, 프랑스 정부로부터는 레종도뇌르 훈장을 받았다.